# Spodnja Brežnica
Spodnja Brežnica – wieś w Słowenii, w gminie Poljčane. W 2018 roku liczyła 236 mieszkańców.